# Mongolia Interna
La Mongolia Interna (in mongolo Өвөр Монгол; in cinese 内蒙古S, Nèi MěnggǔP, Nei Mongol) è una regione autonoma della Cina sita nella regione settentrionale del Paese. Il suo capoluogo è Hohhot e la città più grande è Baotou.
La Mongolia Interna ha un confine internazionale con la Mongolia e la Russia, i restanti confini sono con province cinesi (Heilongjiang, Jilin, Liaoning, Hebei, Shanxi, Shaanxi, Ningxia e Gansu).

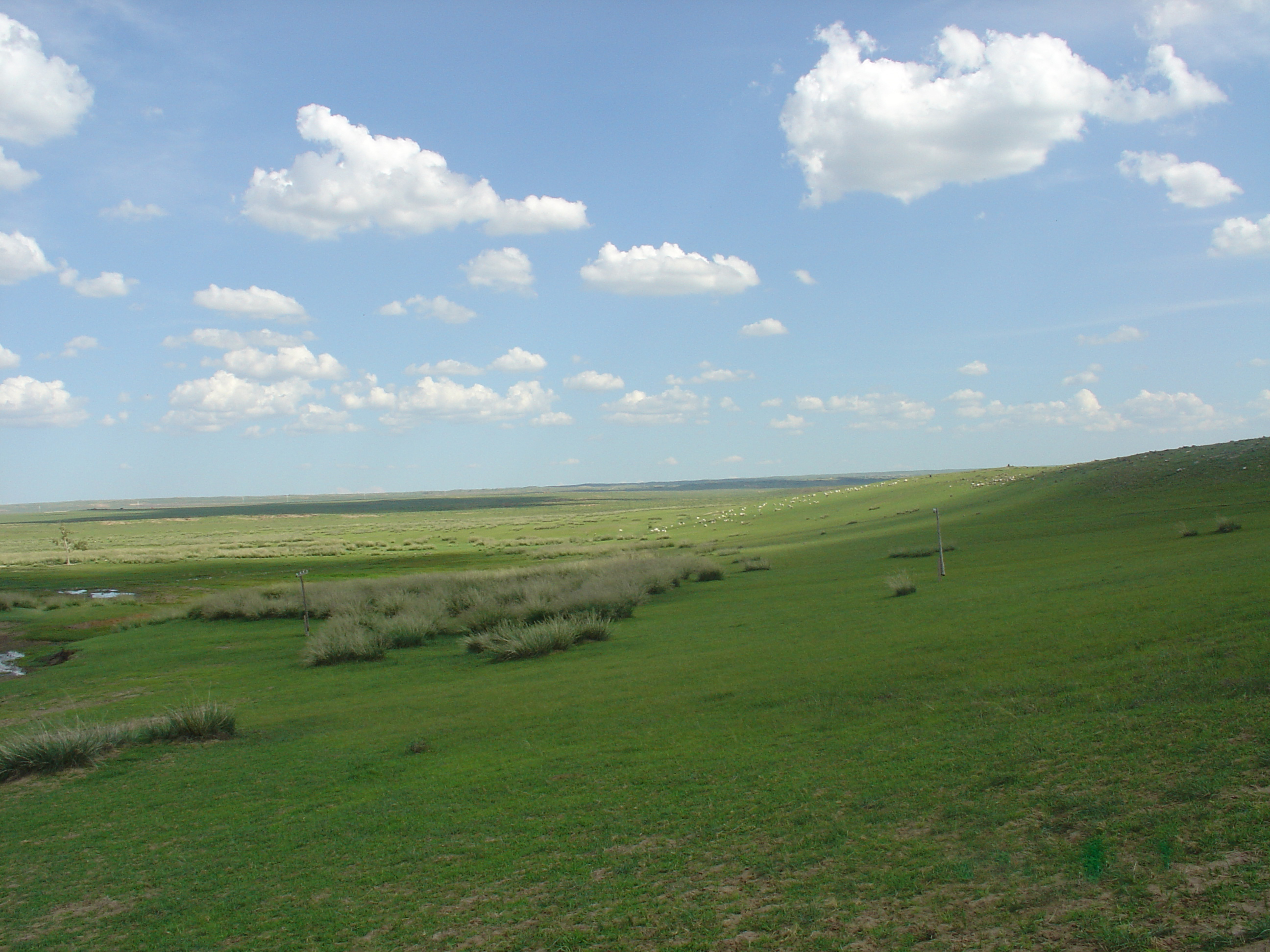
Praterie nella regione.

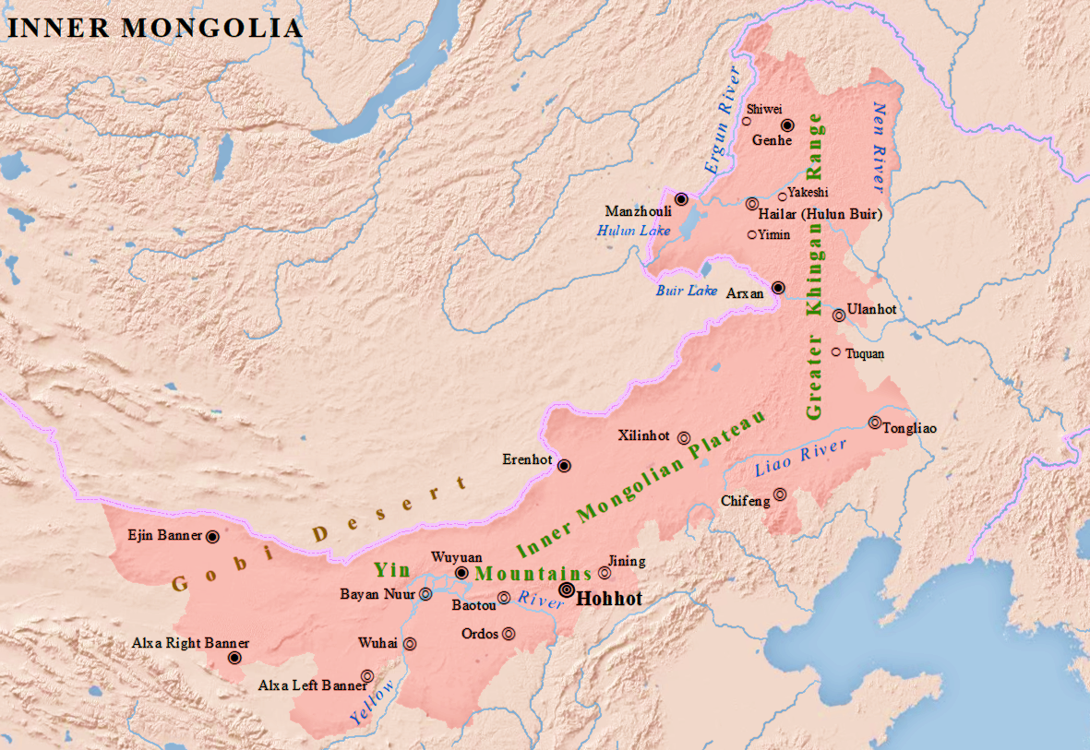
Topografia della Mongolia Interna in Cina.

## Geografia
La Regione Autonoma della Mongolia Interna è stata creata nel 1947 nell'area delle province di Suiyuan, Chahar, Rehe, Liaopeh e Hsingan della precedente Repubblica di Cina. È la terza più grande suddivisione della Cina, dato che ha un'estensione di circa 1 200 000 km2, cioè il 12% della superficie totale della Cina. Nel 2004 aveva una popolazione di 24 milioni di abitanti. 
La maggioranza della popolazione è composta da cinesi Han con una significativa minoranza mongola. Le lingue ufficiali sono il cinese e il mongolo, quest'ultima scritta nell'alfabeto classico, a differenza della Mongolia (precedentemente Mongolia Esterna) dove viene utilizzato l'alfabeto cirillico.
Il capoluogo Hohhot (3.446.000 abitanti) si trova a 420 km da Pechino ed è un notevole mercato agricolo e del bestiame, oltre ad essere sede universitaria e dotata di aeroporto. La principale città della regione è però Baotou (550 000 abitanti), a circa 150 km dal capoluogo, dotata anch'essa di aeroporto e di un importante porto sul Fiume Giallo.
Quasi interamente semidesertica, la popolazione, in parte di etnia mongola, è prevalentemente dedita all'allevamento brado dei cavalli e degli ovini. Sono rilevanti il mercato della lana, dei cereali e del bestiame, e molto sviluppato è anche l'artigianato del cuoio. Sfruttati anche i giacimenti di carbone e ferro presso Baotou.

## Nome
In cinese la regione è nota come Mongolia Interna dove i termini "Interna/Esterna" derivano dal Manciù dorgi/tulergi. La Mongolia Interna è distinta dalla Mongolia Esterna, che era un termine usato dai precedenti governi e dalla Repubblica Popolare Cinese per indicare gli attuali territori dello stato indipendente della Mongolia e della Repubblica di Tuva, in Russia. In Mongolo, la regione è conosciuta come "Өвөр Монгол" (trascritto talvolta övör monggol, pronunciato circa "uwur mongol") dove өвөр significa "a sud", dunque "Mongolia meridionale".

## Storia
Per la maggior parte della sua storia la Mongolia Interna centrale e occidentale, soprattutto la regione di Hetao, è stata alternativamente controllata da agricoltori cinesi provenienti da sud e Mongoli nomadi provenienti da nord. Invece la Mongolia Interna Orientale è stata una parte della Manciuria e la sua storia consiste più nell'alternanza tra diversi gruppi piuttosto che tra agricoltori e nomadi.
Durante la Dinastia Zhou, la Mongolia Interna centrale e occidentale era abitata da popolazioni nomadi come i Loufan, i Linhu e i Dí, mentre la Mongolia Interna orientale era abitata dai Donghu. Durante il Periodo dei Regni Combattenti il re Wuling dello stato di Zhao, situato nelle odierne province di Shanxi e Hebei, perseguì una politica espansionistica nella regione. Dopo aver distrutto lo Stato Dí di Zhongshan, nell'odierna provincia di Hebei, sconfisse i Linhu e i Loufan, e creò la Comanderia di Yunzhong vicino alla moderna Hohhot. 
Il re Wuling costruì anche un lungo muro che si estende lungo la provincia di Hetao. Dopo che Qin Shi Huang ebbe creato il primo impero cinese unificato nel 221 a.C., inviò il generale Meng Tian per respingere gli Xiongnu dalla regione, e incorporò il vecchio muro di Zhao nella Grande Muraglia Cinese della Dinastia Qin. Egli manteneva anche due comanderie nella regione: Jiuyuan e Yunzhong, e trasferì 30 000 persone per consolidare il dominio della regione. Dopo che la dinastia Qin crollò nel 206 a.C., questi sforzi furono abbandonati.
Durante la Dinastia degli Han occidentali, l'imperatore Wu mandò il generale Wei Qing a riconquistare la regione di Hetao dagli Xiongnu nel 127 a.C. Dopo la conquista l'imperatore Wu continuò la politica degli insediamenti per difendersi dagli Xiongnu. Nello stesso anno fondò le comanderie di Shuofang e di Wuyuan nell'Hetao. Nello stesso tempo, quella che ora è la Mongolia interna orientale era controllata dagli Xianbei, che in seguito avrebbero eclissato gli Xiongnu per potere e influenza.
Durante la Dinastia degli Han orientali, gli Xiongnu che si arresero alla Dinastia Han cominciarono a stabilirsi nell'Hetao e a mescolarsi con gli immigrati Han della zona. In seguito durante la Dinastia Jin occidentale, un nobile di Hetao, Liu Yuan, fondò il Regno di Han Zhao nella regione, iniziando in tal modo il periodo dei sedici regni che vide la disintegrazione della Cina settentrionale in un gran numero di regni Han e non Han (compresi gli Xiongnu e gli Xianbei).
La Dinastia Sui e la Dinastia Tang ristabilirono un impero cinese unificato, e come i loro predecessori conquistarono e colonizzarono l'Hetao, anche se ancora una volta i loro sforzi vennero interrotti quando la Dinastia Tang iniziò la sua decadenza. L'Hetao (insieme con il resto dell'attuale Mongolia Interna) fu conquistato dall'Impero khitan, fondato dai Khitan, una popolazione nomade originaria degli attuali territori della parte meridionale della Manciuria e della Mongolia Interna orientale. Furono seguiti dalla Dinastia Xia occidentale dei Tangut, che prese il controllo su quella che ora è la parte occidentale della Mongolia Interna (incluso l'Hetao occidentale). Ai Khitan susseguirono i Jurchen, precursori dei moderni Manciù, che fondarono la Dinastia Jīn nella Manciuria e nella Cina settentrionale.
Dopo che Gengis Khan unificò le tribù mongole nel 1206 e fondò l'Impero mongolo, la Dinastia Xia occidentale dei Tangut fu conquistata nel 1227, e la Dinastia Jīn dei Jurchen cadde nel 1234. Nel 1271, il nipote di Genghis Khubilai stabilì la Dinastia Yuan. La capitale estiva di Khubilai, Shangdu, era situata nei pressi dell'odierna Dolonnor. In questo periodo le popolazioni Ongud e Khunggirad dominavano l'area dell'attuale Mongolia Interna. Dopo che la Dinastia Yuan fu cacciata dagli Han guidati dalla Dinastia Ming nel 1368, i Ming ricostruirono la Grande Muraglia Cinese nella sua localizzazione attuale, che segue il confine meridionale dell'odierna Regione Autonoma della Mongolia Interna. I Ming stabilirono là le Tre Guardie composte da Mongoli. Dopo l'Incidente di Tumu nel 1450, quando il sovrano oirato Esen Tayisi catturò l'imperatore cinese, Mongoli provenienti dalla Mongolia del Nord invasero la Mongolia del Sud. Fino al 1635, la Mongolia Interna fu il centro culturale e politico dei Mongoli durante la Dinastia Yuan settentrionale.

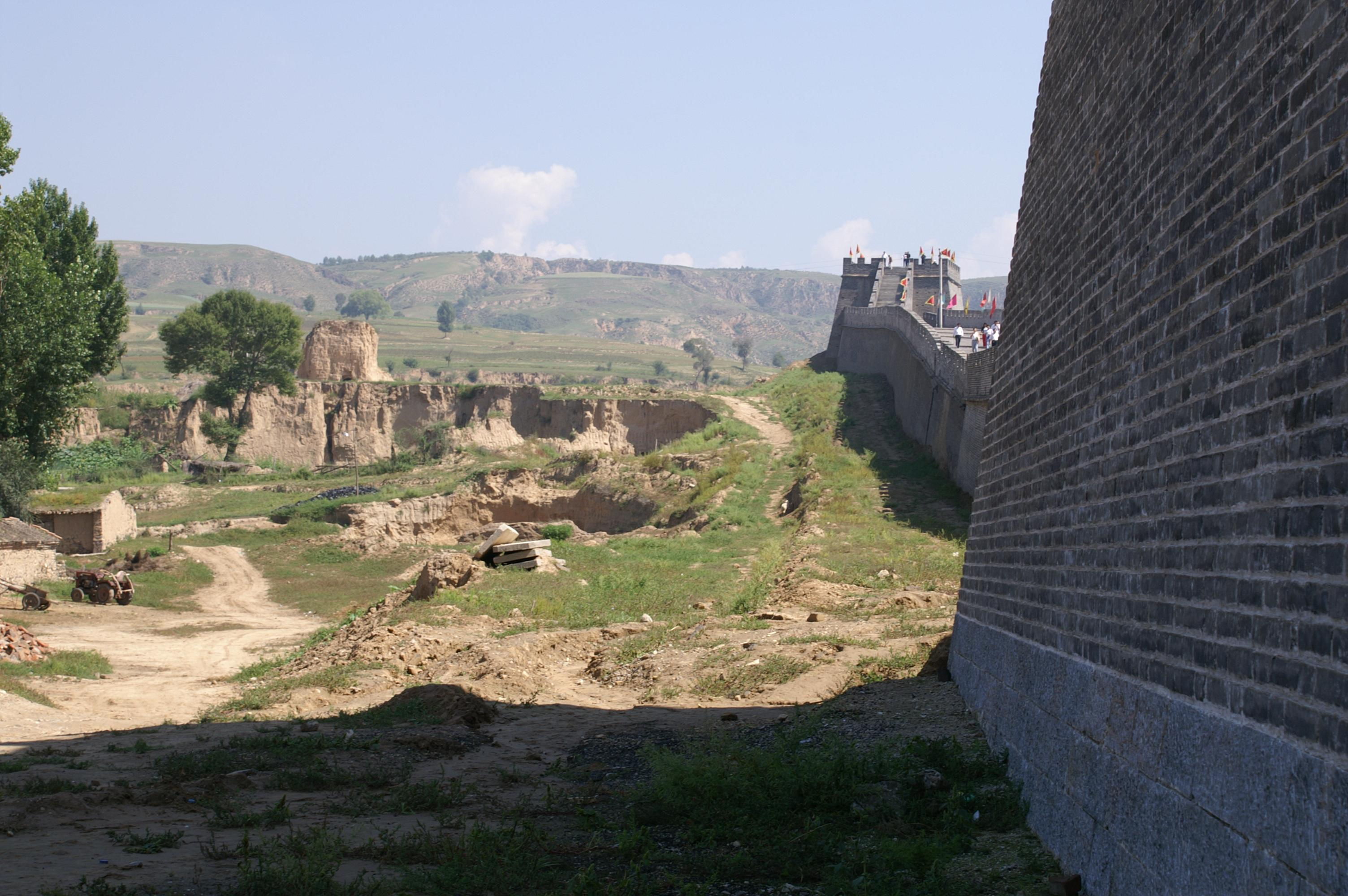
Una parte della Grande Muraglia Cinese

I Manciù ottennero il controllo sulle tribù della Mongolia Interna all'inizio del XVII secolo, e dopo la conquista della Dinastia Ming nel 1644, le portarono sotto il controllo della neonata Dinastia Qing. Sotto la Dinastia Qing, la Grande Mongolia è stata amministrata differentemente per ogni regione:
- "Mongolia Esterna": questa regione corrisponde al moderno stato di Mongolia, più la regione amministrata dalla Russia di Tannu Uriankhai, e una parte dello Xinjiang. Includeva le quattro leghe (aimag) dei Mongoli Khalkha a nord del Gobi, come pure le regioni di Tannu Uriankhai e di Hovd, nel nord-ovest della Mongolia, che erano controllate dal Generale di Uliastai.
- "Mongolia Interna": questa regione corrisponde alla maggior parte della Mongolia Interna e alcune aree vicine nelle province di Liaoning e Jilin. Le bandiere e le tribù in questa regione finirono sotto sei leghe (chuulghan): Jirim, Juu Uda, Josutu, Xilingol, Ulanqab e Yeke Juu.
- "Mongolia Taoxi": le bandiere di Alashan Öölüd e di Ejine Torghuud erano separate dall'aimag della Mongolia Esterna e dai chuulghan della Mongolia Interna. Era l'equivalente della moderna Lega di Alxa, la parte più occidentale dell'odierna Mongolia Interna.
- Le Otto Bandiere di Chahar erano comandate dal comandante militare di Chahar (odierna Zhangjiakou). Corrisponde ai territori del sud di Ulanqab e di Bayan Nur nella moderna Mongolia Interna, più la regione intorno Zhangjiakou nella Provincia di Hebei. Contemporaneamente, la giurisdizione di alcuni reparti di confine delle province di Zhīlǐ e Shanxi si sovrapponevano nella regione.
- La bandiera di Guihua Tümed era controllata dal comandante militare di Suiyuan (odierna Hohhot). Corrisponde alle vicinanze della città di Hohhot. Contemporaneamente, la giurisdizione di alcuni reparti di confine della provincia dello Shanxi era sovrapposta anche in questa regione.
- La regione di Hulunbuir, nell'odierna Mongolia Interna nord-occidentale, era parte della giurisdizione del Generale di Heilongjiang, uno dei tre Generali della Manciuria.

I Mongoli non erano autorizzati a viaggiare fuori dalla propria lega. Sebbene ci fossero stati contadini Han nell'odierna Mongolia Interna sin dal tempo di Altan Khan, una colonizzazione di massa iniziò solo nel tardo XIX secolo. I Manciù stavano diventando sempre più sinizzati, e per affrontare la minaccia russa, iniziarono a incoraggiare contadini Han a stabilirsi nei territori della Mongolia e della Manciuria. Questa politica proseguì con i governi successivi. Le ferrovie costruite in queste regioni furono particolarmente utili ai coloni Han. Le terre erano vendute da principi mongoli o affittate da agricoltori Han o semplicemente tolte ai nomadi e date agli agricoltori Han.
Durante l'epoca della Repubblica di Cina, la Mongolia Esterna guadagnò l'indipendenza. Inoltre ci furono ribellioni nella Mongolia Interna nei primi secoli dell'era, che furono soppresse dalla Repubblica di Cina. La Mongolia Interna fu riorganizzata in province:
- La Provincia di Rehe fu creata per includere le leghe di Juu Uda e Josutu, più l'area di Chengde in quella che ora è la parte settentrionale della provincia di Hebei.
- La Provincia di Chahar fu creata per includere la lega di Xilingol insieme a gran parte dei territori delle Otto Bandiere.
- La provincia di Suiyuan fu creata per includere le leghe di Ulanqab, Yeke Juu, e la regione di Hetao (insieme al territorio di Guihua Tümed).
- Hulunbuir diventò parte dell'Heilongjiang in Manciuria, che diventò una provincia.
- La maggior parte della lega di Jirim fece parte della nuova provincia di Fengtian nel sud della Manciuria.
- La Mongolia Taoxi, coiè le leghe di Alashan e Ejine, fu incorporata nella provincia del Gansu. In seguito la provincia di Ningxia annetté il Gansu settentrionale, e la Mongolia Taoxi divenne parte del Ningxia.

Alcune mappe della Repubblica di Cina mostrano ancora questa struttura.
La Manciuria finì sotto il controllo dello Stato fantoccio giapponese del Manchukuo nel 1931, prendendo l'area mongola delle province manciù (per esempio le leghe di Hulunbuir e Jirim). Rehe fu incorporata nel Manchukuo nel 1933, prendendo le leghe di Juu Uda e Josutu insieme con essa. Queste aree furono amministrate dal Manchukuo fino alla fine della seconda guerra mondiale nel 1945.
Nel 1937 iniziò la guerra tra la Repubblica di Cina e l'Impero del Giappone. L'8 dicembre 1937 il principe mongolo De Wang dichiarò l'indipendenza delle parti rimaste della Mongolia Interna (per esempio le province di Suiyuan e Chahar) come Mengkiang o Mengkukuo, e firmò trattati con il Manchukuo e il Giappone. La capitale fu stabilita a Zhangbei (ora nella provincia di Hebei), e il controllo del governo fantoccio si estese fino alla regione di Hohhot. Nell'agosto 1945, il Mengkiang fu liberato da truppe dell'Unione Sovietica e della Mongolia Esterna. Era presente un vasto movimento di Mongoli della Mongolia Interna (che comprendevano circa il 15% della popolazione della Mongolia Interna, contro l'83% di Han) per l'unificazione con la Mongolia Esterna, ma la Mongolia Interna rimase parte della Cina.
Durante la seconda guerra mondiale, i comunisti cinesi ricevettero la Manciuria dall'Unione Sovietica, che l'aveva occupata nell'agosto del 1945, e stabilirono la Regione Autonoma della Mongolia Interna nel 1947. Inizialmente la Regione Autonoma comprendeva solo la regione di Hulunbuir. Nel decennio successivo, mentre i comunisti stabilirono la Repubblica Popolare Cinese e consolidarono il controllo sulla Cina continentale, la Mongolia Interna si espanse a ovest fino a includere cinque delle sei leghe originali (eccetto la lega di Josutu, che rimase nella provincia di Liaoning), la parte settentrionale della regione di Chahar, la regione di Hetao, e le bandiere di Alashan e di Ejine. Alla fine tutte le zone con una considerevole presenza mongola furono incorporate nella regione, dando alla moderna Mongolia Interna la sua forma allungata. Il leader della Mongolia interna in quel periodo, contemporaneamente segretario del PCC e governatore regionale, fu Ulanhu.
Nel 1969 grandi zone della Mongolia Interna furono distribuite tra le province confinanti; Hulunbuir fu diviso tra Heilongjiang e Jilin, Jirim andò a Jilin, Juu Uda a Liaoning, e le regioni di Alashan e Ejine furono divise tra Gansu e Ningxia. Questa riorganizzazione fu annullata nel 1979.
A partire dalla riforma economica di Deng Xiaoping, lanciata nel 1979, il PIL della Mongolia Interna è cresciuto, grazie alle risorse minerarie del territorio. Tuttavia, è aumentato di molto anche l'inquinamento, così come la desertificazione delle praterie. Inoltre, la volontà del governo di attrarre cinesi di etnia Han, insieme al tentativo di urbanizzare le popolazioni locali nomadi, hanno provocato una forte speculazione edilizia, visibile per esempio nella città di Ordos, che quando venne ultimata era sostanzialmente deserta.
L'acuta disuguaglianza economica ha esacerbato le tensioni etniche, dando l'impressione agli abitanti di etnia mongola di venire emarginati all'interno della propria terra. Tutto ciò ha portato alle proteste del 2011, suscitate dalla morte di un mandriano, investito mentre tentava di fermare un convoglio di mezzi pesanti carichi di carbone intento a passare attraverso le praterie. Altre proteste si sono verificate nel 2013 e nel 2020, quest'ultime sono scoppiate a causa dei piani non annunciati del governo cinese di eliminare gradualmente l'insegnamento medio del mongolo dalle scuole e 300.000 studenti di etnia mongola hanno scioperato contro la politica voluta da Pechino.

## Suddivisioni amministrative
| Divisioni amministrative della Mongolia interna | Divisioni amministrative della Mongolia interna | Divisioni amministrative della Mongolia interna | Divisioni amministrative della Mongolia interna | Divisioni amministrative della Mongolia interna | Divisioni amministrative della Mongolia interna | Divisioni amministrative della Mongolia interna | Divisioni amministrative della Mongolia interna | Divisioni amministrative della Mongolia interna | Divisioni amministrative della Mongolia interna | Divisioni amministrative della Mongolia interna | Divisioni amministrative della Mongolia interna | Divisioni amministrative della Mongolia interna | Divisioni amministrative della Mongolia interna |
| ----------------------------------------------- | ----------------------------------------------- | ----------------------------------------------- | ----------------------------------------------- | ----------------------------------------------- | ----------------------------------------------- | ----------------------------------------------- | ----------------------------------------------- | ----------------------------------------------- | ----------------------------------------------- | ----------------------------------------------- | ----------------------------------------------- | ----------------------------------------------- | ----------------------------------------------- |
|                                                 |                                                 |                                                 |                                                 |                                                 |                                                 |                                                 |                                                 |                                                 |                                                 |                                                 |                                                 |                                                 |                                                 |
| №                                               | Codice Divisione                                | Nome italiano                                   | Mongolo                                         | Trascrizione scrittura mongola tradizionale     | Cinese                                          | Pinyin                                          | Superficie km2                                  | Abitanti 2010                                   | Prefettura                                      | Divisioni                                       | Divisioni                                       | Divisioni                                       | Divisioni                                       |
| №                                               | Codice Divisione                                | Nome italiano                                   | Mongolo                                         | Trascrizione scrittura mongola tradizionale     | Cinese                                          | Pinyin                                          | Superficie km2                                  | Abitanti 2010                                   | Prefettura                                      | Distretti                                       | Bandiere contee                                 | Bandiere autonome                               | Città-contee                                    |
|                                                 | 150000                                          | Regione autonoma della Mongolia Interna         | ᠦᠪᠦᠷ ᠮᠣᠩᠭᠤᠯ ᠤᠨ ᠥᠪᠡᠷᠲᠡᠭᠡᠨ ᠵᠠᠰᠠᠬᠤ ᠣᠷᠤᠨ            | Öbür mongγol-un öbertegen zasaqu orun           | 內蒙古自治区                                    | Nèi Měnggǔ Zìzhìqū                              | 1 183 000,00                                    | 24 706 321                                      | Hohhot                                          | 22                                              | 66                                              | 3                                               | 11                                              |
| 6                                               | 150100                                          | Hohhot                                          | ᠬᠥᠬᠡᠬᠣᠲᠠ                                        | Kökeqota                                        | 呼和浩特市                                      | Hūhéhàotè Shì                                   | 17 186,10                                       | 2 866 615                                       | Distretto di Xincheng                           | 4                                               | 5                                               |                                                 |                                                 |
| 5                                               | 150200                                          | Baotou                                          | ᠪᠤᠭᠤᠲᠤ · ᠬᠣᠲᠠ                                   | Buɣutu qota                                     | 包头市                                          | Bāotóu Shì                                      | 27 768,00                                       | 2 650 364                                       | Distretto di Hondlon                            | 6                                               | 3                                               |                                                 |                                                 |
| 3                                               | 150300                                          | Wuhai                                           | ᠦᠬᠠᠢ · ᠬᠣᠲᠠ                                     | Üqai qota                                       | 乌海市                                          | Wūhǎi Shì                                       | 1 754,00                                        | 532 902                                         | Distretto di Haibowan                           | 3                                               |                                                 |                                                 |                                                 |
| 9                                               | 150400                                          | Chifeng                                         | ᠤᠯᠠᠭᠠᠨᠬᠠᠳᠠ · ᠬᠣᠲᠠ                               | Ulaɣanqada qota                                 | 赤峰市                                          | Chìfēng Shì                                     | 90 021,00                                       | 4 341 245                                       | Distretto di Songshan                           | 3                                               | 9                                               |                                                 |                                                 |
| 10                                              | 150500                                          | Tongliao                                        | ᠲᠥᠩᠯᠢᠶᠠᠣ · ᠬᠣᠲᠠ                                 | Tüŋliyou qota                                   | 通辽市                                          | Tōngliáo Shì                                    | 59 535,00                                       | 3 139 153                                       | Distretto di Horqin                             | 1                                               | 6                                               |                                                 | 1                                               |
| 4                                               | 150600                                          | Ordos                                           | ᠣᠷᠳᠤᠰ · ᠬᠣᠲᠠ                                    | Ordos qota                                      | 鄂尔多斯市                                      | È'ěrduōsī Shì                                   | 86 881,61                                       | 1 940 653                                       | Distretto di Dongsheng                          | 1                                               | 7                                               |                                                 |                                                 |
| 12                                              | 150700                                          | Hulunbuir                                       | ᠬᠥᠯᠦᠨᠪᠤᠶᠢᠷ · ᠬᠣᠲᠠ                               | Kölön Buyir qota                                | 呼伦贝尔市                                      | Hūlúnbèi'ěr Shì                                 | 254 003,79                                      | 2 549 278                                       | Distretto di Hailar                             | 2                                               | 4                                               | 3                                               | 5                                               |
| 2                                               | 150800                                          | Bayannur                                        | ᠪᠠᠶ᠋ᠠᠨᠨᠠᠭᠤᠷ · ᠬᠣᠲᠠ                               | Bayannaɣur qota                                 | 巴彦淖尔市                                      | Bāyànnào'ěr Shì                                 | 65 755,47                                       | 1 669 915                                       | Distretto di Linhe                              | 1                                               | 6                                               |                                                 |                                                 |
| 7                                               | 150900                                          | Ulanqab                                         | ᠤᠯᠠᠭᠠᠨᠴᠠᠪ · ᠬᠣᠲᠠ                                | Ulaɣančab qota                                  | 乌兰察布市                                      | Wūlánchábù Shì                                  | 54 447,72                                       | 2 143 590                                       | Distretto di Jining                             | 1                                               | 9                                               |                                                 | 1                                               |
| 11                                              | 152200                                          | Lega di Xing'an                                 | ᠬᠢᠩᠭ᠋ᠠᠨ ᠠᠶᠢᠮᠠᠭ                                   | Qiŋɣan ayimaɣ                                   | 兴安盟                                          | Xīng'ān Méng                                    | 59 806,00                                       | 1 613 250                                       | Ulanhot (città)                                 |                                                 | 4                                               |                                                 | 2                                               |
| 8                                               | 152500                                          | Lega di Xilin Gol                               | ᠰᠢᠯᠢ ᠶᠢᠨ ᠭᠣᠤᠯ ᠠᠶᠢᠮᠠᠭ                            | Sili-yin Ɣool ayimaɣ                            | 锡林郭勒盟                                      | Xīlínguōlè Méng                                 | 202 580,00                                      | 1 028 022                                       | Xilinhot (città)                                |                                                 | 10                                              |                                                 | 2                                               |
| 1                                               | 152900                                          | Lega dell'Alxa                                  | ᠠᠯᠠᠱᠠᠨ ᠠᠶᠢᠮᠠᠭ                                   | Alaša ayimaɣ                                    | 阿拉善盟                                        | Ālāshàn Méng                                    | 267 574,00                                      | 231 334                                         | Bandiera sinistra di Alxa                       |                                                 | 3                                               |                                                 |                                                 |